# Periphyllus brevisetosus
Periphyllus brevisetosus är en insektsart som beskrevs av Sorin 1990. Periphyllus brevisetosus ingår i släktet Periphyllus och familjen långrörsbladlöss. Inga underarter finns listade i Catalogue of Life.